# 四首歌广场 (巴勒莫)

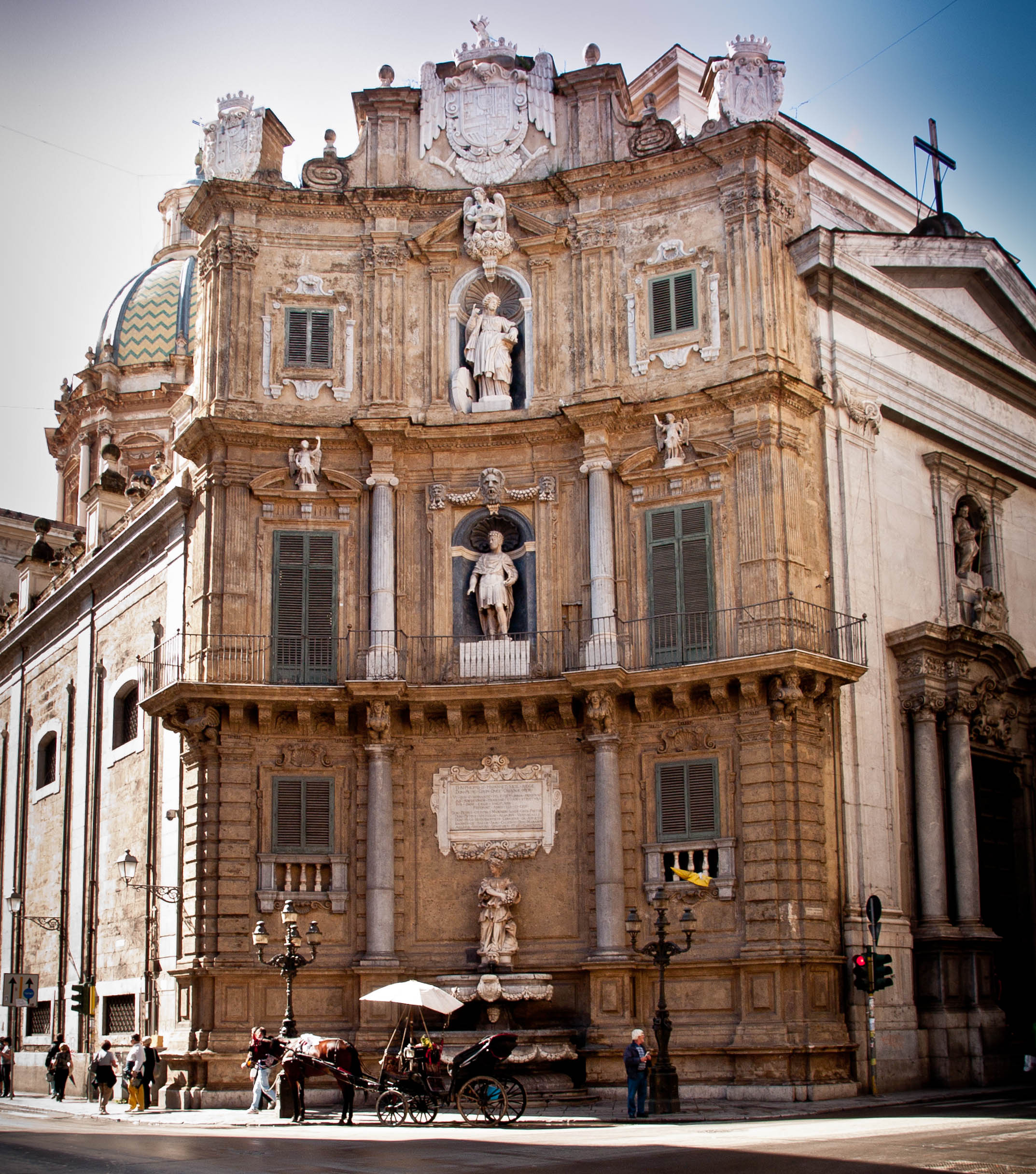
四角广场

38°06′57″N 13°21′41″E / 38.11583°N 13.36139°E
四角广场（義大利語：Quattro Canti）是意大利西西里首府巴勒莫的一个巴洛克广场。Conti( Canto的复数)意大利语是“拐角”的意思。
四角广场是根据总督马奎达公爵的命令，由朱利奥·拉索兴建于1608年-1620年，位于巴勒莫两条主要街道：马奎达街（Via Maqueda）和埃马努埃莱街（Corso Vittorio Emanuele，通称Cassaro，卡萨罗街）的交叉路口。
四角广场是八角形的，四面是街道，其余四面是立面几乎相同的巴洛克建筑，喷泉的雕塑描绘四季、西西里的四位西班牙国王，以及巴勒莫的主保圣人：圣基斯定（Cristina）、宁法（Ninfa）、圣奥利维亚（Olivia），和圣亚加大（Agata）。在当时，它是欧洲最早的城市规划的实例之一。